# Paolo Andreolli
Paolo Andreolli SX (ur. 16 grudnia 1972 w Noventa Vicentina) – włoski duchowny katolicki, biskup pomocniczy Belém do Pará od 2023.

## Życiorys
Święcenia kapłańskie przyjął 17 września 2000 w zgromadzeniu Misjonarzy Ksawerianów. Pracował głównie w zakonnych parafiach we Włoszech i w Brazylii, był też promotorem powołań regionu Belém do Pará.
1 lutego 2023 papież Franciszek mianował go biskupem pomocniczym archidiecezji Belém do Pará oraz biskupem tytularnym Altava. Sakry udzielił mu 15 kwietnia 2023 arcybiskup Alberto Taveira Corrêa.